# Euro-Vision
Chansons représentant la Belgique au Concours Eurovision de la chanson
Hey Nana
(1979) Samson
(1981)
Euro-Vision est une chanson écrite, composée et interprétée par le groupe Telex composé de Michel Moers, Dan Lacksman et Marc Moulin, parue sur l'album Neurovision et sortie en 45 tours en 1980. 
C'est la chanson ayant été sélectionnée pour représenter la Belgique au Concours Eurovision de la chanson 1980 se déroulant à La Haye, aux Pays-Bas. C'est la première fois qu'une chanson participante fait référence nominativement au Concours Eurovision.
La chanson a également été enregistrée par Telex dans une version en anglais.

## À l'Eurovision
Elle est intégralement interprétée en français, l'une des langues nationales, comme l'impose la règle entre 1966 et 1973.
Euro-Vision est la 19e et dernière chanson interprétée lors de la soirée, suivant Quédate esta noche (en) de Trigo Limpio pour l'Espagne,. 
À la fin du vote, Euro-Vision termine 17e sur 19 chansons, en obtenant 14 points,.
Les trois membres du groupe ont interprété la chanson de façon décalée, avec second-degré, ce qui était inattendu à l'époque. Suivant l'annonce des résultats, le groupe déclare : « Nous espérions finir derniers mais le Portugal en a décidé autrement », faisant référence aux dix points reçus du jury portugais.

## Liste des titres
Singles de Telex
Rock Around the Clock
(1979) We Are All Getting Old
(1980)
| A1. | Euro-Vision | Telex, Hagen Dierks | Telex | 2:43 |
| B1. | Troppical   | Telex               | Telex | 3:12 |

| A1. | Euro-Vision          | Telex, Hagen Dierks | Telex                      | 5:42 |
| B1. | Dance to the Music   | Sylvester Stewart   | Sylvester Stewart          | 4:15 |
| B2. | Twist à Saint-Tropez | André Salvet        | Guy Lafitte, Martial Solal | 3:17 |

## Classements

### Classement hebdomadaire
| Classement (1980)             | Meilleure position |
| ----------------------------- | ------------------ |
| États-Unis (Dance Club Songs) | 45                 |

## Historique de sortie
| Pays        | Date      | Format        | Label         |
| ----------- | --------- | ------------- | ------------- |
| France      | 1980      | 45 tours      | Vogue, RKM    |
| Allemagne   | mars 1980 | 45 tours      | Hansa         |
| Espagne     | 1980      | 45 tours      | RKM, Hispavox |
| Grèce       | 1980      | 45 tours      | Music-Box     |
| Italie      | 1980      | 45 tours      | Durium        |
| Pays-Bas    | 1980      | 45 tours      | WEA Records   |
| Portugal    | 1980      | 45 tours      | Da Nova       |
| Suède       | 1980      | 45 tours      | Sonet         |
| Royaume-Uni | 1980      | 45 tours      | Sire          |
| États-Unis  | 1980      | maxi 45 tours | Sire          |